# Dents du Midi
De Dents du Midi is een berg in de Zwitserse Voor-Alpen, ten westen van de Walliser plaats Martigny. De berg maakt deel uit van het Giffremassief. Tezamen met onder meer de Dent de Valère en de Dent de la Chaux vormt de Dents du Midi een van de vier submassieven van het Giffremassief.

## Toppen
De top van de berg wordt gevormd door een twee kilometer lange bergkam waarop zeven ongeveer even hoge toppen liggen. Van west naar oost zijn dat de Haute Cime (3258 m, hoogste top), Doigt de Salanfe (3210 m), Doigt de Champéry (3200 m), Dent Jaune (3186 m), Eperon (3114 m), Cathédrale (3160 m) en Cime de l'Est (3178 m). Aan de zuidzijde ligt net onder de bergkam de kleine Plan Névégletsjer.

## Dalen
In het noorden worden de Dents du Midi begrensd door het Val d'Illiez, in het zuiden door het Lac de Salanfe en in het oosten door het Rhônedal. In dit laatste dal vertoont het gebergte een zeer steile wand, evenals de aan de andere zijde van dal gelegen Dent de Morcles (2926 m), waardoor de zogenaamde "Poort van Wallis" is ontstaan.

## Beklimming
Uitgangspunt voor de beklimming van de Haute Cime is de berghut Refuge des Dents-du-Midi (2884 m), of l'Auberge de Salanfe (1950m). De hoogste top van het massief werd voor het eerst beklommen in 1784 door priester Jean-Maurice Clément.